# Giovanni Emanuele Barié
Giovanni Emanuele Barié (Milano, 19 ottobre 1894 – Milano, 3 dicembre 1956) è stato un filosofo italiano.
Allievo di Piero Martinetti, partendo da posizioni  kantiane pervenne a una posizione da lui stesso definita neotrascendentalismo, scuola di pensiero di cui fu il fondatore.

## Vita e pensiero

### Il periodo gnoseologico e kantiano
Nato il 19 ottobre 1894, si avviò agli studi di diritto che concluse solo a seguito del primo conflitto mondiale, che lo vide impegnato inizialmente come ufficiale di cavalleria e poi come aviatore osservatore di aeroplano nella 111ª Squadriglia venendo decorato con la Medaglia d'Argento al Valor Militare. Nel 1924 ottenne la laurea in filosofia.
Inizialmente attestato su posizioni kantiane (La dottrina matematica di Kant nell'interpretazione dei matematici moderni, 1924, e La posizione gnoseologica della matematica, 1925), nel corso del suo progredire intellettuale Barié perviene a una posizione filosofica critica nei confronti della dottrina kantiana. Di questo passaggio è emblematica l'opera Oltre la Critica, del 1929, che mette in luce le difficoltà della dottrina precedentemente sostenuta.

### Il periodo metafisico
Oltre la critica segna il punto di svolta dell'attività filosofico-intellettuale di Barié, che comincia a sviluppare un interesse metafisico, forse dovuto all'influenza di Piero Martinetti, del quale era stato allievo. In questo senso il filosofo, nel suo primo approccio alla metafisica, si pone su un binario che era già stato di Spinoza, salvo poi rendersi conto del fatto che anche la posizione spinoziana è in realtà insufficiente per tentare di risolvere il dilemma della relazione essere-pensiero. Si ha quindi l'approdo di Barié al pensiero leibniziano, testimoniato dell'opera del 1933 La spiritualità dell'essere e Leibniz.

### L'approdo al neotrascendentalismo eIl Pensiero
Libero docente dal 1929, ottiene la cattedra universitaria nel 1933 spostandosi di conseguenza a Genova, Roma e infine  Milano, nella cui università succede al suo maestro Martinetti nella cattedra di filosofia teoretica. Consapevole del fatto che, per quanto superata, la lezione antidogmatica di Kant non poteva essere completamente ignorata, Barié inizia una profonda revisione del proprio sistema teoretico che lo porta a diminuire drasticamente le sue pubblicazioni (di questo periodo sono il Compendio sistematico di storia della filosofia, 1937, e Descartes, 1947) e che culmina con la pubblicazione de L'io trascendentale (1948).

Nel 1950 fonda l'istituto di filosofia dell'Università di Milano con lo scopo di renderlo centro propulsivo di una discussione filosofico-culturale con le realtà filosofiche del tempo che si sarebbero confrontate con la nuova visione di Barié, adesso orientato verso una concezione di filosofia come metafisica, ossia di metafisica quale causa della realtà sensibile e del pensiero. Con lo stesso scopo nacque nel 1956 la rivista Il Pensiero.
Muore suicida il 3 dicembre 1956.

## Opere
- La posizione gnoseologica della matematica, Torino, Bocca, 1925[2][3].
- Oltre la critica, Milano, Libreria editrice lombarda, 1929.
- La spiritualità dell'essere e Leibniz, Padova, CEDAM, 1933.
- Compendio sistematico di storia della filosofia, Torino, Paravia, 1937.
- L'io trascendentale, Milano-Messina, G. Principato, 1948.
- Il concetto trascendentale, (postumo), Milano, Veronelli, 1957.